# Klokočná
Klokočná (en allemand : Klokotschna) est une commune du district de Prague-Est, dans la région de Bohême-Centrale, en République tchèque. Sa population s'élevait à 273 habitants en 2020.

## Géographie
Klokočná se trouve à 6 km au sud-est de Říčany, à 10,5 km à l'ouest-sud-ouest de Kostelec nad Černými lesy et à 28 km au sud-est du centre de Prague.
La commune est limitée par Tehov au nord, par Svojetice au nord-est, par Struhařov à l'est et au sud-est, par Mnichovice au sud, et par Všestary à l'ouest.

## Histoire
La première mention écrite de la localité date de 1407.

## Transports
Par la route, Klokočná se trouve à 8,5 km de Říčany, à 13 km de Kostelec nad Černými lesy et à 34 km du centre de Prague.